# Улкен Енбек
Улкен Енбек (каз. Үлкен Еңбек) — село в Теректинском районе Западно-Казахстанской области Казахстана. Входит в состав Аксогымского сельского округа. Код КАТО — 276235400.

## Население
В 1999 году население села составляло 883 человека (447 мужчин и 436 женщин). По данным переписи 2009 года, в селе проживал 541 человек (290 мужчин и 251 женщина).